# Norman van Lennep
Norman Willem van Lennep (20 september 1872 – 29 september 1897) was een Nederlands schaakmeester.
Van Lennep werd geboren in een rijke familie in Amsterdam. Hij was zoon van Maurits Jacob van Lennep en kleinzoon van Jacob van Lennep. Norman van Lennep stopte vroeg met het onderwijs en in 1893, op 20-jarige leeftijd, werd hij secretaris van de Nederlandse Schaakbond en redacteur van het schaaktijdschrift van de bond. In 1893 speelde hij twee wedstrijden tegen Rudolf Loman (+2-2 = 0 en +1 -1 = 1) en won hij een wedstrijd tegen zijn achterneef Arnold van Foreest (+3-0 = 2). Hij won in Leipzig 1894 (het 9e DSB-congres, Hauptturnier A) en werd 5e in Rotterdam 1894, dat gewonnen werd door Rudolf Loman.
In augustus 1895 ging Van Lennep als reserve-deelnemer naar Engeland in het Hastings 1895 schaaktoernooi. Omdat hij hier niet mocht spelen, rapporteerde hij over het toernooi voor het tijdschrift. Vervolgens werd aangekondigd dat hij had besloten te blijven; uit zijn brieven blijkt dat zijn vader hem had verstoten, tenzij hij zou stoppen met schaken en een vaste baan en een vrouw zou vinden.
Eenmaal terug in Nederland won hij in Amsterdam 1897, met achter zich L.D. Tresling, D. Bleijkmans en Arnold van Foreest.
Van Lennep pleegde zelfmoord door op 25-jarige leeftijd vanaf een schip de Noordzee in te springen.